# Sweet Talkin' Woman
Singles de Electric Light Orchestra
Wild West Hero
(1978) It's Over
(1978)
Pistes de Out of the Blue
It's Over Across the Border
Sweet Talkin' Woman est une chanson d'Electric Light Orchestra tirée de l'album Out of the Blue, sorti en 1978. L'année suivante, elle constitue le quatrième single tiré de cet album, avec en face B Bluebird is Dead au Royaume-Uni et Fire On High aux États-Unis. Ce single s'est classé 6e au Royaume-Uni et 17e aux États-Unis.